# Alain Roger Coeffé
Alain Roger Coeffé ou Alain Coeffé, né le 16 juillet 1952, est une personnalité politique burkinabè. Il est grand-maître de la Grande loge du Burkina Faso en 2016.

## Biographie

### Carrière
Alain Roger Coeffé est docteur en sciences économiques (université Paris X Nanterre), spécialiste des télécommunications  . Il est plusieurs fois ministre dans le gouvernement de Thomas Sankara. Alors membre de l'Union des luttes communistes - reconstruite, il est ministre du Commerce et de l'approvisionnement jusqu'en 1985, des Transports et communications de 1985 à 1987, puis de la Planification et du développement populaire en 1987.
Il est arrêté le 15 décembre 1988 au Burkina Faso avec d'autres militants de l'ULCR pour avoir organisé à Paris une messe de requiem à la mémoire de Thomas Sankara.
Il est depuis avril 2016 grand-maître de la Grande loge du Burkina Faso.